# ドイツ・ポーランド国境条約
ドイツ・ポーランド国境条約（ドイツ・ポーランドこっきょうじょうやく、ドイツ語: Deutsch-polnischer Grenzvertrag; ポーランド語: Polsko-niemiecki traktat graniczny）は、国際法上1945年より未解決であったドイツ＝ポーランド国境問題を最終的に確定した条約である。

## 締結
条約は1990年11月14日、ドイツ外相ハンス・ディートリヒ・ゲンシャーとポーランド外相クシシュトフ・スクビシェフスキにより署名された。
同年11月26日にポーランド議会で、91年12月16日にドイツ連邦議会でそれぞれ批准され、1992年1月16日の批准書交換を以って発効した。

## 正式名称
条約の正式名称は「1990年11月14日のドイツ連邦共和国とポーランド共和国との間の両国間に現存する国境の確認に関する条約」（ドイツ語: Vertrag zwischen der Bundesrepublik Deutschland und der Republik Polen über die Bestätigung der zwischen ihnen bestehenden Grenze; ポーランド語: Traktat między Rzecząpospolitą Polską a Republiką Federalną Niemiec o potwierdzeniu istniejącej między nimi granicy）。ドイツ語名では独→波、ポーランド語名では、波→独の順になる。

## 歴史的背景

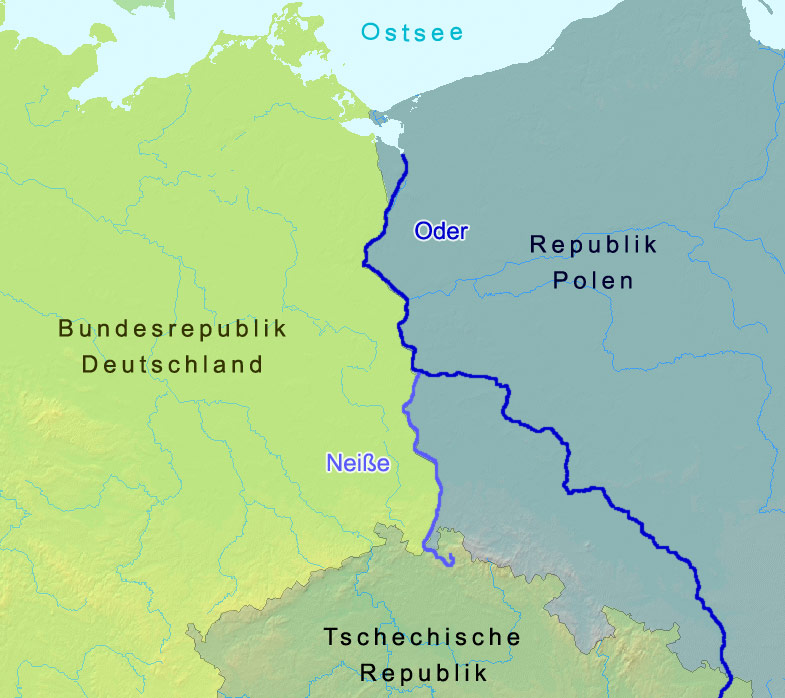
ドイツ・ポーランド間のオーデル・ナイセ線

第二次世界大戦の連合諸国は、1945年のポツダム協定において、後の平和的解決によるポーランド西部国境の最終的確定まで、ドイツ・ソ連占領区とポーランドとの境界線をオーデル・ナイセ線と定めた。1950年、ドイツ民主共和国（東ドイツ）とポーランド人民共和国の間で結ばれたズゴジェレツ条約（ゲルリッツ協定）は、この国境線を最終的なものとして確認した。
しかし、自国をドイツ・ライヒの唯一正当な継承国とみなし、東ドイツを認めていなかった西ドイツは、同協定を不承認とする声明を発表。ポーランド＝ドイツ国境の最終的確定は将来の統一ドイツによってのみ受け入れられると主張した。西ドイツは、現実的な目的のために、1970年のワルシャワ条約においてオーデル・ナイセ線を受け入れたにもかかわらず、将来の平和条約のみがこの問題を正式に解決するものとする事実上の法的留保を残した。
1990年のドイツ再統一に際し、連合諸国はドイツ最終規定条約の第1条第2項に明記したように、オーデル・ナイセ線の最終的承認をもって、暫定的にドイツに完全な主権を与えた。オーデル･ナイセ線を国際法上の国境線として承認するドイツ・ポーランドによる条約の署名は、1990年10月3日署名・発効した東西ドイツ統一条約の前提条件の一つであった。ポーランドはまた、この国境条約により、1945年以来の国境問題を取り巻く曖昧さを終わらせることを求めた。ドイツはオーデル・ナイセ線以東の旧ドイツ東部領土に対する要求を正式に放棄した。
この条約は、1991年6月17日のポーランド・ドイツ間で署名された善隣友好協力条約により補足された。